# Na Rota do Perigo
Na Rota do Perigo é um livro infanto-juvenil do escritor brasileiro Marcos Rey, publicado em 1992. Faz parte da Série Vaga-Lume.

## Sinopse
Toni, dois garotos de 18 anos que sonhavam seguir a mesma profissão do pai falecido, jornalista. Sua mãe casa-se de novo com um homem muito conhecido e poderoso na região. Não aguentando a pressão do padrasto para tornar-se contador da sua empresa e não suportando mais o novo meio-irmão, ele foge para São Paulo onde inicialmente mora com seu tio.
Em São Paulo, ele trabalha em vários lugares diferentes onde se mete em várias confusões como: ajudar seu tio em seus trambiques, trabalhar como garçom em um barzinho, em uma livraria e chega até ser obrigado a ajudar em roubo e venda de caminhões. Sua mãe e ele passam a morar juntos perto da cadeia e lá Toni visita seu tio diariamente e trabalha como gari na prisão.
Quando foi para São Paulo Toni foi morar com tio Waldo um patiador de primeira, ganhavam dinheiro com isso até que Waldo enganou Turcão, um rico homem que não deixou por isso mesmo e foi atrás do velho. Turcão e seus comparsas bateram em Waldo e Toni. Depois deste ocorrido Toni foi trabalhar com Juliano, dono do bar Paradise e puxador de carros. Ele acabou se envolvendo mas se livrou da mais uma sem falar que ele voltou a namorar Raquel que tinha ido para São Paulo já não fazia muito tempo, mas não durou muito, pois tinha falado que era roleiro de carros, cada dia era um carro diferente que ia buscar Raquel, e Raquel, descobriu a verdade e largou do moço. Aí foi obrigado a dirigir um caminhão roubado para pagar Juliano dos favores que eram casa, carro e emprego. Depois disso se interessou por Virgínia, secretária do Paradise...bom no livro fala que esse menino sofreu muito com sua perda mas com ajuda de seus familiares e amigos ajudo muito essa historia e contada em fatos reais o nome do moço em que esse história foi inspirada se chama Leonardo Cardoso, agora, com 27 anos.